# MASCOT (ランダー)

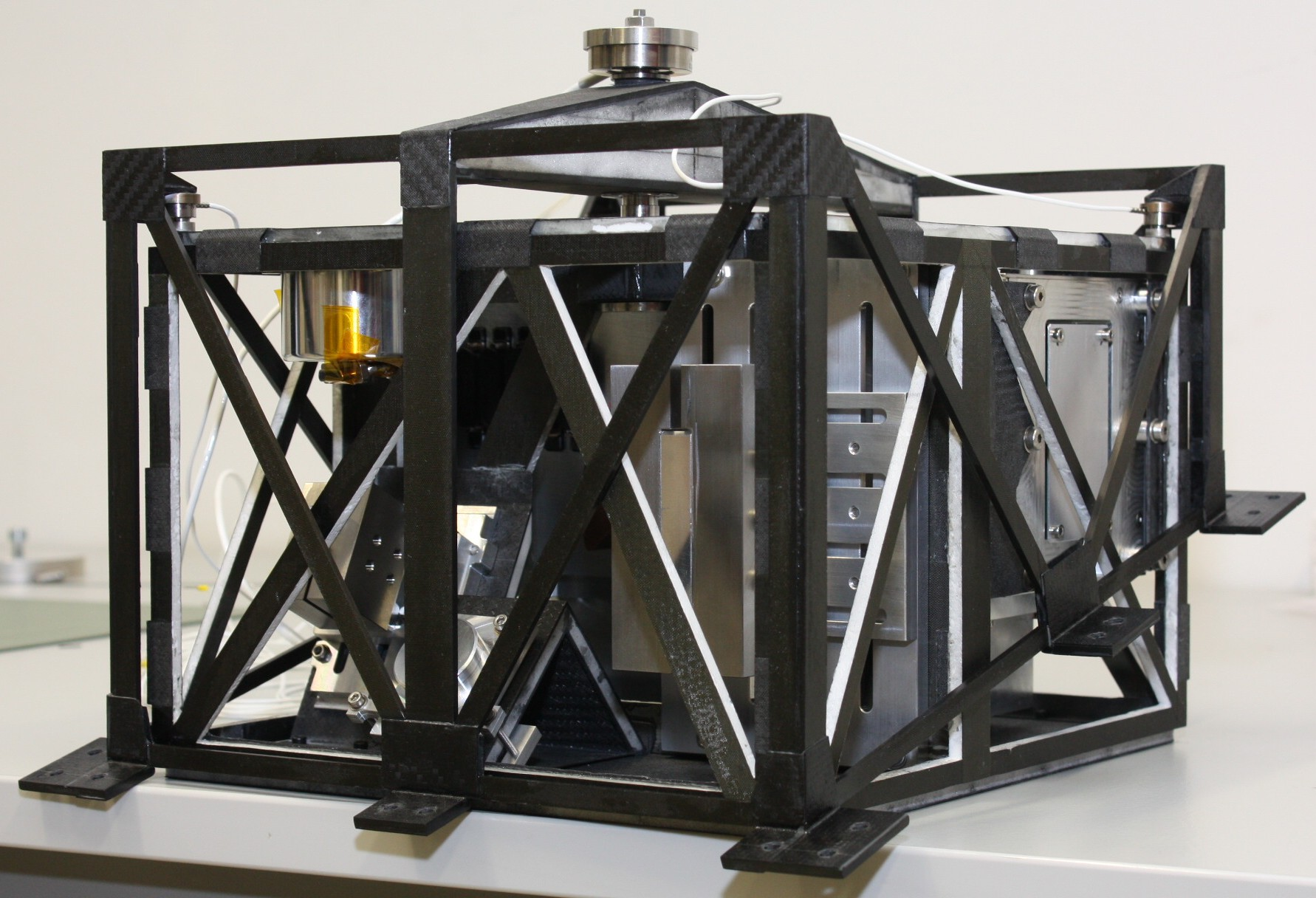
MASCOT

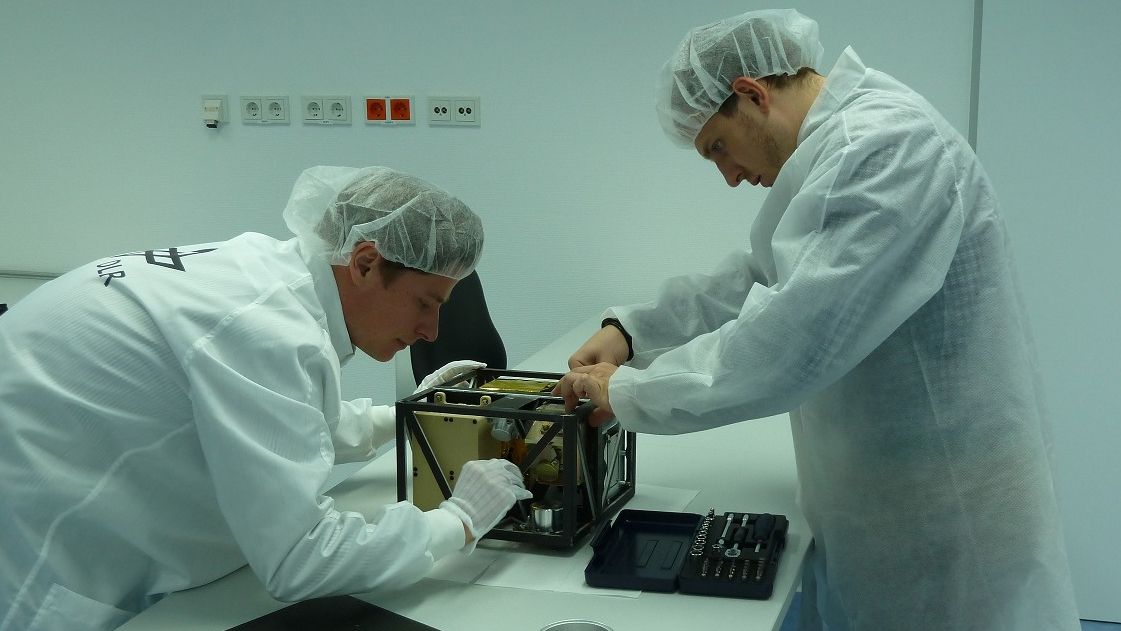
MASCOT

MASCOT (Mobile Asteroid Surface Scout, MASCOT)は、ドイツ航空宇宙センター（DLR）が中心となり、フランス国立宇宙研究センター（CNES）、宇宙航空研究開発機構（JAXA）の協力で開発された小型ランダーである。小惑星探査機はやぶさ2へ搭載されて2014年12月3日に打上げられ、2018年10月3日に小惑星リュウグウへ着陸した。現在は電源が切れ、回収されずに小惑星リュウグウ上に残されている。

## MASCOT計画スタート
MASCOT計画の源流は、ESA宇宙探査公募に日本と欧州合同チームで応募した、小惑星探査機マルコポーロ計画の中で検討された小惑星ランダーであった。これは2014年11月に、初の彗星ランダーとしてチュリュモフ・ゲラシメンコ彗星に着陸したフィラエを小型化したランダーであった。しかしマルコポーロ計画は公募に落選し、計画が日の目を見ることはなかった。その後、小惑星探査機はやぶさ2計画が進められる中で、マルコポーロ計画で構築された日欧協働の枠組みの中から、はやぶさ2へランダーを搭載する計画が持ち上がった。
またはやぶさ計画では、当初NASAのローバーMUSES-CNを搭載する予定であった。しかし当初予想を上回る開発費が掛かることが判明して計画が中止となり、MUSES-CNを搭載するため探査機パネルに空けた隙間には断熱マットを貼り、はやぶさは打上げられた。はやぶさ2では初号機はやぶさ熱設計を引継ぐこととなったため、MUSES-CNに搭載予定であった探査機パネルの隙間も、はやぶさ同様空いたままとなっていた。そこでMASCOTがはやぶさ2進行方向左側側面の、探査機パネルの隙間に搭載されることになった。
はやぶさ2計画ではいくつかの国際協力枠組みが形成されたが、ドイツ航空宇宙センターが中心となって開発するランダーをはやぶさ2へ搭載し、一方、JAXA側は落下塔や航空機などでの微小重力実験の場提供を受け、さらにはやぶさ2運用時のKaバンド、Xバンドでの通信について支援を受けるという国際協力枠組みが成立した。ランダーはMASCOT（Mobile Asteroid Surface Scout, MASCOT）と名付けられ、開発にはフランス国立宇宙研究センターやドイツ、フランス宇宙研究機関、そして日本JAXAも協力することとなった。。

## MASCOTシステム
はやぶさ2では、探査機による小惑星探査、サンプルリターンによる小惑星サンプル分析を行う計画である。うち、探査機リモートセンシングによる探査スケールはcm - km単位、そして小惑星サンプル分析でのスケールはnm - mm単位となる。ランダーであるMASCOTによる探査は、探査機によるリモートセンシングとサンプルリターンによるサンプル分析のスケールギャップを埋めることが可能となり、その重要性は高い。
MASCOTシステムの総質量は分離機構を含め約11 kg、うちランダー本体は約8 kg、はやぶさ2側の固定・分離機構と通信アンテナが約2 kgである。大きさは縦、横が約30 cm、厚さが約20 cmの直方体形である。
MASCOTはやぶさ2より分離後、小惑星探査期間中は、はやぶさ2下面に搭載されたアンテナOME-Aと、中継器OME-Eを通じて探査機本体との通信を確保する。OMEシステムは日本側が新規開発した小型・軽量・省電力かつ最高37 Kbpsのシステムで、はやぶさ2へ搭載されたローバーであるミネルバ2と共用となっている。なお、探査機下面に設置されたミネルバ2と異なり、MASCOTは探査機の進行方向左側側面に設置されているため、地球から小惑星へ向かう途中は探査機下面に設置されたOME-Aを使用するのが困難であり、惑星間航行中はMASCOT近くに設置したOME-A-MASCOTという別アンテナを用い、中継器OME-Eを通じてMASCOT状態チェックを行うようになっている。
はやぶさ2から小惑星上空約100 mで相対速度秒速5 cm以内というほぼ静止した状態で分離され、自由落下によって小惑星に着陸する。数回バウンドした後、小惑星上に静止すると見られるが、静止後まず直方体形であるMASCOT各面に取付けられた、太陽電池を利用した太陽センサーとレーザー短距離計を利用した接地センサーを用い、自己姿勢を把握する。その後、MASCOT内の錘付回転アームを作動させることにより、探査に適した姿勢に変更する。また着陸地点での探査予定が終了後、錘付き回転アームを作動させて最大200 mのホップを行い、別地点での探査を行う予定である。なおホップは1回のみ可能となっている。
電源はリチウム電池による1次電源を使用している。探査開始後の充電が不可能であるため、寿命は探査対象小惑星リュウグウでの2日分となる15時間余りである。

## MASCOT搭載の科学観測機器
MASCOT搭載の科学観測機器は、小惑星表面の精度が高い科学探査、はやぶさ2着陸候補地点の表層についての事前調査、サンプル採取予定地点の鉱物産状を把握するという3大探査目標と、MASCOTの大きさ、そして2014年打ち上げ予定のはやぶさ2搭載に間に合わせるために短期間での開発が要求された結果、赤外分光顕微鏡（MicrOmega）、広角カメラ（CAM）、熱放射計（MARA）、磁力計（MAG）の4機器が搭載されることとなった。科学観測機器は軽量で強度がある炭素繊維強化プラスチックで作られたMASCOTの構造体にくくりつけられた形となっており、ランダー全重量の約3割が科学観測機器で占める高搭載率となっている。
なお、赤外分光顕微鏡（MicrOmega）、広角カメラ（CAM）、熱放射計（MARA）は、それぞれはやぶさ2本体の科学観測機器である近赤外分光計（NIRS3）、光学航法カメラ（ONC）、中間赤外カメラ（TIR）と対応しており、小惑星表面の観測結果を相互解析出来るようになっている。

### 赤外分光顕微鏡
赤外分光顕微鏡（MicrOmega）は、MASCOT搭載の科学観測機器の中で主力機器に位置付けられている。スターリング冷凍機を用いて冷却した、水銀、カドミウム、テルルによる2次元受光素子を用い、約5 mm角の領域を解像度20 μmで撮像する。撮像可能な赤外線波長は0.9 - 3.5 μmであり、鉱物組成、含水鉱物の変成状態、有機物について分析を行う、。

### 広角カメラ
広角カメラ（CAM）は54×54度という広角の視野を有する、1000画素のCMOSイメージセンサカメラである。MASCOT直下より小惑星の地平線までを撮影し、ランダー周辺の地形や地質構造を観測する。夜間は青、緑、赤、赤外線の4色の発光ダイオードを照射しながら撮影することで、カラー撮像も行う。

### 熱放射計
熱放射計（MARA）は、異なる波長フィルターが取付けられた6台のサーモパイル式熱放射計で構成されている。6台のうち2台は温度計測を目的とし、広い波長帯をカバーしている。3台は小惑星表面の鉱物情報を得る目的の、2 μm近辺の狭い帯域、そして残り1台ははやぶさ2本体に搭載されている中間赤外カメラTIRと同じ8 - 12 μmをカバーしており、お互いの観測データの相互解析が可能となっている。また熱放射計の視野は広角カメラの視野に含まれており、双方の観測結果を総合的に判断することによって、小惑星表層の状態をより的確に把握することが可能。

### 磁力計
磁力計（MAG）は、小型かつ軽量の3成分フラックスゲート磁力計であり、MASCOT小惑星降下中、そしてホップしている間に小惑星磁化についての特徴を観測する。

## MASCOT工学的チャレンジ
科学観測と共に、MASCOT工学的チャレンジも注目される。先述の軽量、高強度炭素繊維強化プラスチックで造られたランダー構造体による、30 %という高い科学観測機器搭載率の実現。小惑星という微小重力下で、錘付回転アームを作動させることによるランダーの姿勢変更、ホップによる移動に加えて、小惑星表面の熱環境で科学探査を実行するための熱設計、そして自律制御運用などが挙げられる。

## ミッション進捗
上記の通り、母船より分離されてから電池の切れるまでの十数時間のミッションである。
- 2018年
  - 10月3日10時57分（JST）[11] - はやぶさ2から切り離される[12]。約6分後にリュウグウに接触、さらに11分後には着陸に成功し、観測を開始。
  - 10月4日4時04分（JST）：はやぶさ2より見てMASCOTがリュウグウの陰に隠れて通信遮断。これをもって全観測を終えて運用終了。想定を上回る17時間以上の活動を行えたため、場所移動も2回行うことが出来た。[13]
  - 10月12日：ドイツ航空宇宙センター（DLR）がプレスリリース発表。リュウグウ表面は「ゴツゴツした岩だらけで平らな場所がないロックガーデン（岩石庭園）」であることが説明された。また、着陸地点は不思議の国のアリスに因んで「アリスの不思議の国」と名付けられている。[13]